# Сроботник-при-Великих Лащах
Сроботник-при-Великих Лащах (словен. Srobotnik pri Velikih Laščah) — поселення в общині Велике Лаще, Осреднєсловенський регіон, Словенія. 
Висота над рівнем моря: 569,1 м.